# She Likes the Weather
She Likes the Weather è il primo e unico album dei The Himalayans, la band in cui Adam Duritz cantava prima della formazione dei Counting Crows, pubblicato nel 2002.

## Tracce
1. Jaded – 4:16
2. River Shannon – 3:53
3. Way Home – 3:04
4. She Likes the Weather – 5:26
5. Babies – 3:31
6. Diamonds and Babies and Cars – 5:54
7. Round Here – 5:31
8. Save My Life – 2:52
9. Floating Over You – 3:57
10. Ordinary Superman – 4:24
11. Angels in America – 3:14
12. A Little Discipline – 4:13
13. Someone Else's Chapstick – 3:26
14. Wishing Well – 3:05
15. 99 Days – 3:14
16. Sailor Song – 4:39
17. Nothing but a Child – 4:31